# Berliner Verkehrsblätter
 (février 2020).
Si vous disposez d'ouvrages ou d'articles de référence ou si vous connaissez des sites web de qualité traitant du thème abordé ici, merci de compléter l'article en donnant les références utiles à sa vérifiabilité et en les liant à la section « Notes et références ».
Le Berliner Verkehrsblätter, sous-titré Informationsschrift des Arbeitskreises Berliner Nahverkehr e. V. (en français, Journal d'information du groupe de travail sur les transports locaux de Berlin) est une revue sur les événements historiques et actuels des transports publics dans et autour de Berlin.

## Histoire
La revue est fondée en 1954 par Siegfried Münzinger et Wolfgang Kramer et publié en 1954 et 1955 sous le nom de Der Berliner Verkehrsamateur. L'objectif est d'enregistrer et de documenter la modernisation du secteur des transports qui a commencé par la reconstruction avec de nouvelles technologies et de nouveaux véhicules. La brochure d'information est publiée mensuellement depuis le début et commence par une édition gratuite de trois pages et hectographiée à 30 exemplaires. Au début des années 1970, le volume est de 20 pages et le tirage dépasse 500 exemplaires, toujours sur une matrice manuelle et reproduits à la main. Le Berliner Verkehrsblätter paraît en impression offset depuis janvier 1972. La distribution se fait par abonnement ou via des magasins spécialisés, les numéros ne sont pas disponibles en ligne.

## Thématique
Selon sa propre déclaration, Le Berliner Verkehrsblätter comprend « des sujets d'actualité et historiques : la chronologie des lignes, la flotte de wagons, les tarifs, les véhicules de musée, la technologie, les critiques et des brèves dans les domaines de la S-Bahn, du U-Bahn, du rail, du tramway, du bus et du transport de passagers ». Une collection de livres complète les publications du Berliner Verkehrsblatt.
Outre ses activités d'édition, le Berliner Verkehrsblatt participe également à des expositions et des événements d'information.